# Casa de la República
La Casa de la República és la seu del Consell per la República i residència del MHP Carles Puigdemont, 130è president de la Generalitat de Catalunya i del mateix Consell. La Casa s'ubica a Waterloo, Bèlgica en el número 34 de l'Avinguda de l'Advocat.
En aquest edifici de dues plantes, a quatre vents, hi ha a la planta baixa diferents estances habilitades per facilitar les trobades del M.H.P., dels exconsellers a l'exili i del mateix executiu del Consell per la República amb personalitats, entitats i ciutadans de Catalunya, Europa o el Món.
Així mateix, l'espai no edificat davant la Casa de la República ha estat aprofitat per esdeveniments de caràcter mediàtic i fotografies col·lectives. A Waterloo l'oficina de turisme constata setmanalment entre 15 i 25 peticions d'informació per trobar la Casa de la República, car aquesta ha esdevingut un reclam turístic important.